# Juanjo Triguero
Joan Josep Triguero i Estruch (Gandia, 23 de desembre de 1983) és un jugador de bàsquet del País Valencià. El jugador destaca per la seva altura i coordinació, espavilant-se perfectament en tasques defensives i aportant ofensivament quan se'l requereix, gràcies al seu poder sota els taulers.

## Trajectòria
La seua trajectòria va començar a les categories inferiors del club de la seua ciutat, on era el referent de l'equip. Molt jove va començar a destacar entre els seus companys, cosa que va provocar que debutara amb el primer equip amb tan sols 17 anys en la categoria LEB 2. Després de romandre dos anys en l'Aigües de València Gandia, els observadors del FC Barcelona, després d'adonar-se que podria ser un dels pivots amb més futur del bàsquet espanyol, el van contractar perquè disputara la temporada 02/03 amb el seu equip de Lliga EBA.
L'any 2003 va ser convocat per la selecció espanyola per disputar l'Europeu sub'20 que es disputava a Lituània, on va aconseguir la medalla d'argent.
Després del seu pas per Barcelona, va ser cedit al club Unión Baloncesto la Palma, on va debutar en la divisió de plata del basket espanyol amb 19 anys. Després d'una estranya eixida del FC Barcelona, on va arribar com a jove talent, va ser contractat pel CB Plasencia per ser una peça clau en el seu equip de LEB. Aquella temporada va fer de mitjana 10 punts i 8 rebots per encontre fins que va ser tallat al nadal per raons extraesportives. Aquella mateixa temporada acabaria jugant amb l'equip que el va fer debutar en Lliga LEB, l'Unión Baloncesto la Palma, on va ser peça clau per aconseguir la salvació.
La temporada 2005-2006 li va arribar l'oportunitat de fitxar pel Polaris World CB Múrcia. L'extraordinària progressió del seu joc el va erigir com un dels jugadors més importants de la lliga LEB, aconseguint ser nomenat MVP de la Copa del Príncep d'Astúries de Bàsquet, títol que va aconseguir guanyar aquella temporada amb el seu equip. A més, aquell mateix any va aconseguir l'ascens a la Lliga ACB, sent proclamat també MVP de la Final LEB. La seua excel·lent temporada a Múrcia el va portar a l'estiu de 2006 a disputar la Lliga d'Estiu de l'NBA amb els Orlando Magic on va debutar el dia 12 de juliol.
L'1 d'octubre de 2006 es va produir el seu debut en la màxima competició del bàsquet espanyol en un partit que va enfrontar al Polaris World CB Múrcia al Club Baloncesto Gran Canaria en el Centre Insular de Las Palmas de Gran Canaria. La seua primera temporada en la Lliga ACB es va saldar amb unes magnífiques estadístiques (8 punts p.p, 6 rebots p.p., 11,5 de valoració en els seus 22 minuts p.p.) que el van fer ser candidat a jugador revelació de la temporada, classificació en la qual finalment va quedar 3r. A més, a l'estiu de 2007 va tornar a ser cridat per un equip NBA, els Cleveland Cavaliers, per disputar la seua Lliga d'Estiu, i convocat per la Selecció Espanyola Promeses o Sènior B per a la disputa del prestigiós Torneig Super 4 a l'Argentina.
La temporada 2008-2009 jugà en el CB Sevilla, després d'un altre gran any en Polaris World Múrcia amb (8 punts p.p, 5.7 rebots p.p., 1.1 taps p.p, 12,8 de valoració en els seus 23 minuts p.p.).
El juny de 2010 va ser inclòs a la llista de 24 jugadors facilitada per la Federació Espanyola de Bàsquet a la FIBA per integrar la Selecció de bàsquet d'Espanya en el Campionat Mundial de Bàsquet de 2010, tot i que finalment, el seleccionador espanyol, Sergio Scariolo, no el va incloure en la llista de 15 jugadors que es concentrarien a Las Palmas abans del campionat.
El 30 de juny de 2013 finalitzà la seua relació contractual amb el Cajasol Sevilla i el 19 de juliol es va fer oficial el seu fitxatge pel València Basket per una temporada.

## Equips
- 2000-01 LEB2. Aigües de València Gandia.
- 2001-02 LEB2. Aigües de València Gandia.
- 2002-03 EBA. FC Barcelona
- 2003-04 LEB. Unión Baloncesto La Palma.
- 2004-05 LEB. Plasencia-Galco.(És donat de baixa el desembre)
- 2004-05 LEB. Unión Baloncesto La Palma.
- 2005-06 LEB. Polaris World CB Murcia
- 2006-08 ACB. Polaris World CB Murcia
- 2008-13 ACB. Cajasol
- 2013-14 ACB. València Basket
- 2014-16 ACB. Obradoiro Clube de Amigos do Baloncesto

## Títols

### Col·lectius
- Subcampió Europeu sub'20 Lituania 2003 Selecció De Bàsquet D'espanya
- Campió Copa Del Príncep D'astúries De Bàsquet 2006 Cb MÚRCIA
- Subcampió Lliga Leb Cb Múrcia

### Nominacions individuals
- MVP Copa Del Príncep D'astúries De Bàsquet 2006
- MVP Final Lliga LEB 2006
- 3r jugador revelació Lliga ACB 2006/2007